# Айраванк
Айраванк (вірм. Հայրավանք) — село в марзі Гегаркунік, на сході Вірменії. Село розташоване на березі озера Севан на трасі Єреван — Мартуні, на північний захід від міста Гавар та на південний схід від міста Севан.
На території села розташований однойменний монастир.